# قاچاق انسان در مغولستان
قاچاق انسان در مغولستان (انگلیسی: Human trafficking in Mongolia) یکی از پرسودترین تجارت‌های غیرقانونی در کشور مغولستان است که هدف آن به کار گیری انسان‌ها برای فحشا و کار اجباری می‌باشد که این کار غیر قانونی شمرده می شود. قاچاق انسان، در کل شامل هرگونه استخدام، به زور به کاری واداشتن و اعمال قدرت، پناه دادن، پنهان کردن و یا نفوذ بر روی رفتار و حرکات یک فرد است تا بدینوسیله او را وادار به بهره کشی جنسی، بهره برداری خلاف میل طرف و یا کار اجباری کنند. اغلب اوقات این واژه را با واژه برده‌داری، یا برده داری جنسی یکی می دانند.می‌کنند.

### چگونگی فعالیت
قاچاقچیان انسان به قربانی هایشان وعده زندگی راحت در کشورهای اروپایی را می دهند، اما مسافران غیرقانونی اگر خیلی خوش شانس باشند باید بقیه زندگی شان را در کمپ‌های پناهندگان بگذرانند، این درحالی است که بسیاری از آنها به این کمپ‌ها نمی‌رسند و در بین راه، جان و مالشان را از دست می دهند.

## وضعیت قربانیان
مردان، زنان و کودکان مغولستان قاچاق شده در چین، ماکائو، مالزی، کره جنوبی و هنگ کنگ یافت‌ می‌شوند. مردان و زنان مغول در شرایط کار اجباری در ترکیه، قزاقستان و جمهوری چک نیز یافت شده‌اند. سفر بدون نیاز به روادید مهاجرت از مغولستان به ترکیه موجب افزایش تعداد قابل توجه موارد مربوط به قاچاق انسان در جهت کار و قاچاق جنسی مهاجران مغول در ترکیه شده‌ است. نگرانی‌هایی در مورد کار اجباری کودکان در بخش ساختمان‌سازی، معدن و بخش‌های صنعتی وجود دارد، که در آن کودکان در برابر حوادث کار آسیب‌پذیر هستند و با خطرات جدی سلامتی مواجه‌ می‌باشند. ازدواج صوری زنان مغولستان تحت شرایط اجباری و غیر ارادی با دلال‌ها (عمدتاً با مردان کره‌جنوبی صورت می‌گیرد) یک مشکل است. قاچاق در مغولستان اغلب شامل زنان و دخترانی می‌شود که مجبور به کار در سونا یا سالن‌های ماساژ می‌شوند که در معرض فحشای اجباری قرار می‌گیرند. گزارش‌ها حاکی از آن است که گردشگران کره‌جنوبی و ژاپنی در حال مشارکت در گردشگری جنسی کودکانِ مغولستان هستند.
اولین مورد مستندی که مغولستان را به عنوان یک کشور مقصد قاچاق انسان شناسایی کرد، گرفتار شدن دو زن فیلیپینی بود که پس از پاسخ به آگهی‌های آنلاین برای کار، قربانیِ کار اجباری خانگی در خانه‌های خانواده‌های ثروتمندان مغولی شدند. بسیاری از قربانیان قاچاق در اصل از طریق تبلیغات روزنامه‌ها یا تبلیغات تلویزیونی جعلی به دنبال استخدام بودند و قاچاقچیان همچنان با استفاده از تکنولوژی‌هایی مانند «چت تلویزیونی» برای جلب قربانیان ادامه می‌دهند. بسیاری از قربانیان توسط آشنایان، دوستان و خانواده استخدام می‌شوند و قربانیان اغلب اسناد مسافرتی خود را ضبط کرده‌اند. تقریباً ۲۵۰ نفر از کره شمالی در مغولستان به عنوان کارگران قراردادی مشغول به کار هستند، که نسبت به سال گذشته که ۱۵۰ نفر بود یک افزایشی را نشان می‌دهد. علی‌رغم این ملاحظه که کارگران کره شمالی در خارج از کشور اجازه نداشتند کار خود را آزادانه عوض کنند. به‌نظر می‌رسد که کارگران آزادی حرکت و ارتباط خود را به‌دست آورده و عملاً بخش نامعلومی از پول کار خود را به دولت کره شمالی می‌پردازند.

## اقدامات دولت
دولت مغولستان به‌طور کامل از حداقل استانداردهای حذف قاچاق تبعیت نمی‌کند؛ با این حال، تلاش‌های زیادی برای انجام این کار انجام‌ می‌دهد. دولت در زمینه اقدامات پیشگیری و مبارزه با قاچاق با سازمان‌های غیردولتی همکاری دارد. با این وجود، دولت تلاش کافی برای شناسایی و محافظت از قربانیان قاچاق انسان از خود نشان نمی‌دهد، و در نتیجه تعداد کمی از قربانیان حاضر به همکاری برای تعقیب قاچاقچیان می‌شوند. فقدان راهنمایی کافی در مورد استفاده از مقررات اصلاحیه قانون ضد قاچاق در کشور همچنان باعث‌ می‌شود که دادگاه‌ها قاچاقچیان انسان را مرتکب بزه‌های کوچک تلقی کنند و مجازات‌های کوتاه‌تری را برای آنها در نظر‌بگیرند. فساد یکی از موانع کلیدی برای پیشبرد مبارزه با قاچاق انسان در مغولستان است.

## موضع‌ گیری‌ها
دفتر نظارت و مبارزه با قاچاق انسان در وزارت خارجه ایالات متحده آمریکا این کشور را را در سال ۲۰۱۷ در سطح دوم "Tier2" کشورهای (مبارزه با قاچاق انسان) قرار داد.